# Tanisha Fonseca
Tanisha Danesa Fonseca Mejías (San José, Costa Rica, 5 de noviembre de 2007) es una futbolista costarricense que juega como delantera en el Sporting F. C. de la Primera División de Costa Rica.

## Trayectoria

### Sporting F. C.
El 12 de julio de 2021, se anunció su fichaje al Sporting F. C.. El 18 de julio se enfrentó en su debut al Municipal Pérez Zeledón con tan sólo 13 años de edad.
El 9 de julio de 2022, se coronó campeona del Torneo de Copa tras empatar al C. S. Herediano por 3-3, sin embargo, en el marcador global obtuvo el 6-3, obteniendo el primer título con el cuadro albinegro. El 15 de enero de 2023, obtuvo el cetro de la Supercopa de Costa Rica tras vencer a la L. D. Alajuelense en tanda de penales por 1-3.

## Selección nacional
El 11 de octubre de 2023, se anunció su convocatoria por el director técnico Benito Rubido para la selección de Costa Rica en los Juegos Panamericanos 2023. El 22 de octubre se dio su debut contra Argentina, Fonseca ingresó al minuto 61 por el empate 0-0. Tres días después, Fonseca se enfrentó contra Estados Unidos, realizando su primera anotación al minuto 34, finalizando el encuentro por la derrota 3-1. En los siguientes partidos, Fonseca tuvo participación contra Bolivia (empate 0-0) y contra Paraguay (derrota 3-1) quedándose en la sexta posición en los Juegos Panamericanos.

#### Participaciones internacionales
| Competición                  | Sede  | Resultado      | Partidos | Goles |
| ---------------------------- | ----- | -------------- | -------- | ----- |
| Juegos Panamericanos de 2023 | Chile | Fase de grupos | 4        | 1     |

## Clubes
| Club           | País       | Año           |
| -------------- | ---------- | ------------- |
| Sporting F. C. | Costa Rica | 2021-presente |

## Palmarés

### Títulos nacionales
| Título                       | Club           | País       | Año  |
| ---------------------------- | -------------- | ---------- | ---- |
| Torneo de Copa de Costa Rica | Sporting F. C. | Costa Rica | 2022 |
| Supercopa de Costa Rica      | Sporting F. C. | Costa Rica | 2022 |